# راکاپوشی
راکاپوشی کوهی عظیم به ارتفاع ۷٬۷۸۸ متر است که در میان دره هونزا واقع در ناحیهٔ گلگت-بلتستان در شمال پاکستان قرار داشته و گوشهٔ جنوب غربی رشته‌کوه قراقروم را تشکیل می‌دهد. این کوه همچنین گستره‌ای تقریباً ۲۰ کیلومتری را از شرق تا غرب دربر می‌گیرد و نمایی غالب را در افق بخش زیادی از شاهراه قره‌قروم تشکیل می‌دهد.

## صعودهای موفق
پس از تلاش‌های ناموفق گروه‌های مختلف در سال‌های ۱۹۳۸، ۱۹۴۷، ۱۹۵۴ و ۱۹۵۶، نخستین صعود موفق به راکاپوشی در سال ۱۹۵۸ توسط گروهی بریتانیایی-پاکستانی شامل مایکل بنکس و تام پتی از طریق تیغهٔ جنوب غربی صورت گرفت. این دو نفر ۳۶ روز پس از برپایی کمپ اصلی و در شرایطی سخت درحالی‌که از ناحیه دست و پا دچار سرمازدگی شده بودند و اکسیژن نیز نداشتند به قلهٔ راکاپوشی رسیدند.
دومین صعود موفق در سال ۱۹۷۹ و توسط گروهی لهستانی-پاکستانی و از طریق خط‌الرأس شمال غربی صورت گرفت. در همان سال ایهو اوهتانی و ماتسوشی یاماشیتا نیز موفق به فتح قله از طریق خط‌الرأس شمالی شدند. پس از آنها در ۱۹۸۳ گروه بلژیکی، در ۱۹۸۴ گروه کانادایی و در ۱۹۸۶ گروه هلندی به این قله صعود کردند و در ۱۹۹۶ نیز، آنیبال پیندا از طریق خط‌الرأس شمال غربی به قله رسید.
در تاریخ ۱۸ مرداد ۱۳۷۶ (برابر با ۹ اوت ۱۹۹۷)، گروهی از کوهنوردان ایرانی به سرپرستی رامین شجاعی موفق به فتح راکاپوشی شدند که محمد اوراز، رامین شجاعی، جلال چشمه‌ قصابانی، فرشاد خلیلی و حسین خوش‌چشم صعودکنندگان به این قله بودند. همچنین در سال ۱۳۸۵ گروهی از کوهنوردان خراسانی توانستند با موفقیت به این قله صعود کنند.

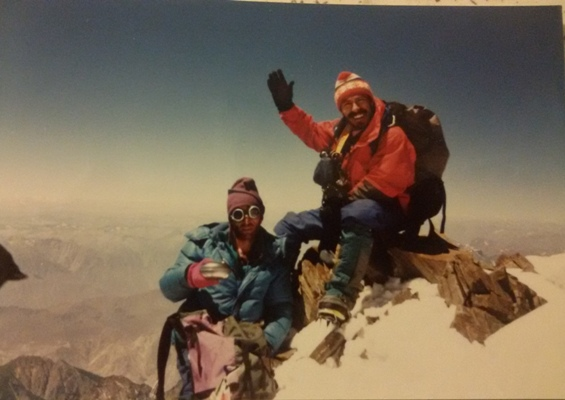
حسین خوش چشم و جلال چشمه قصابانی بروی قله راکاپوشی
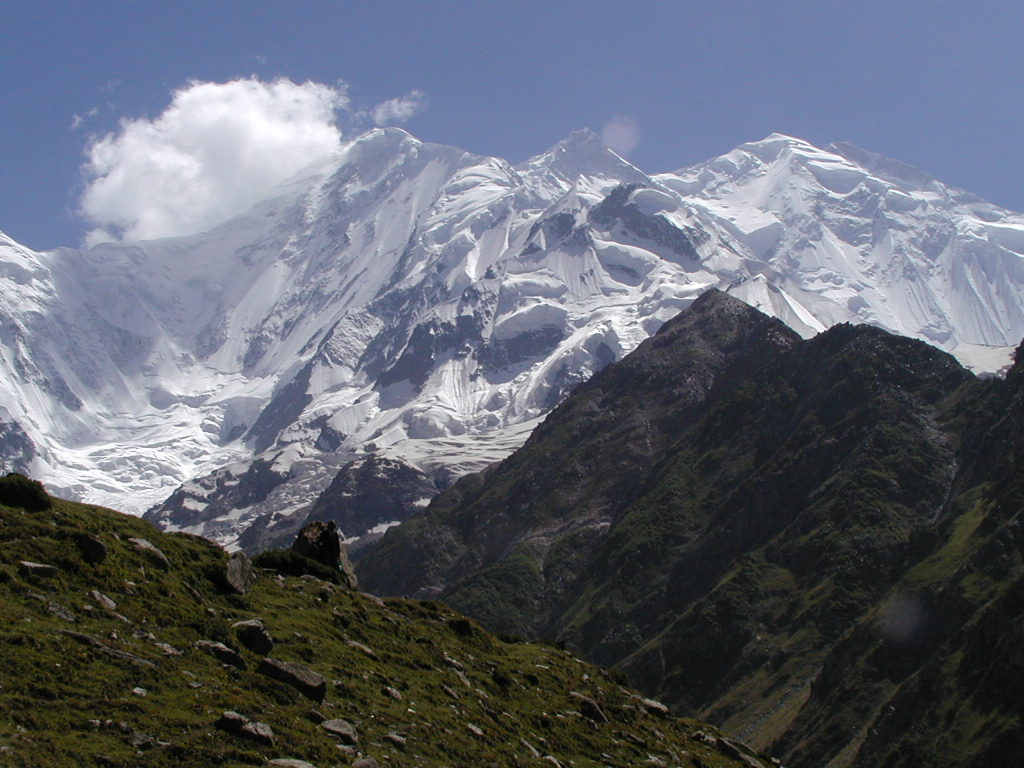
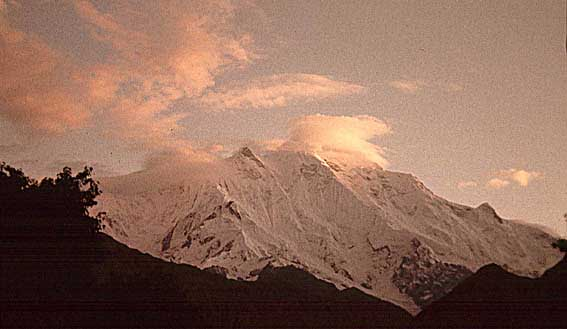
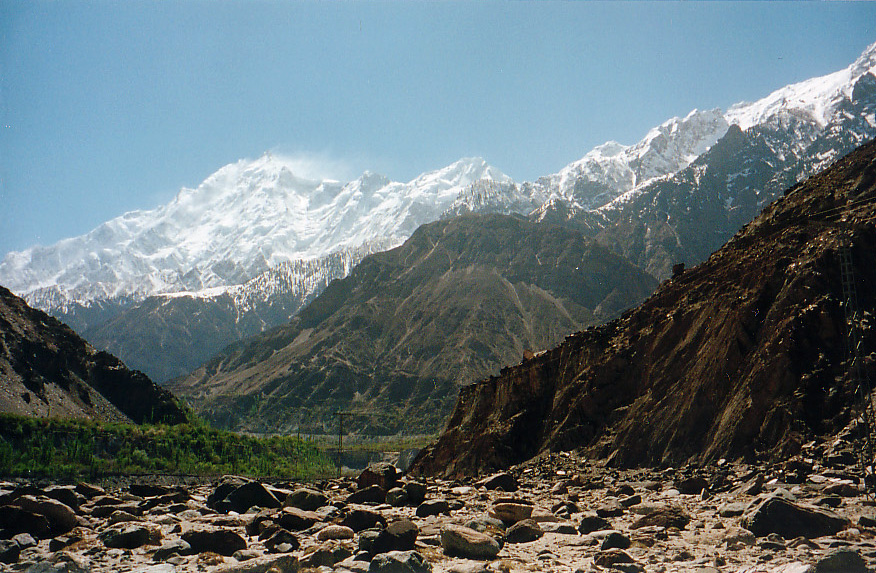
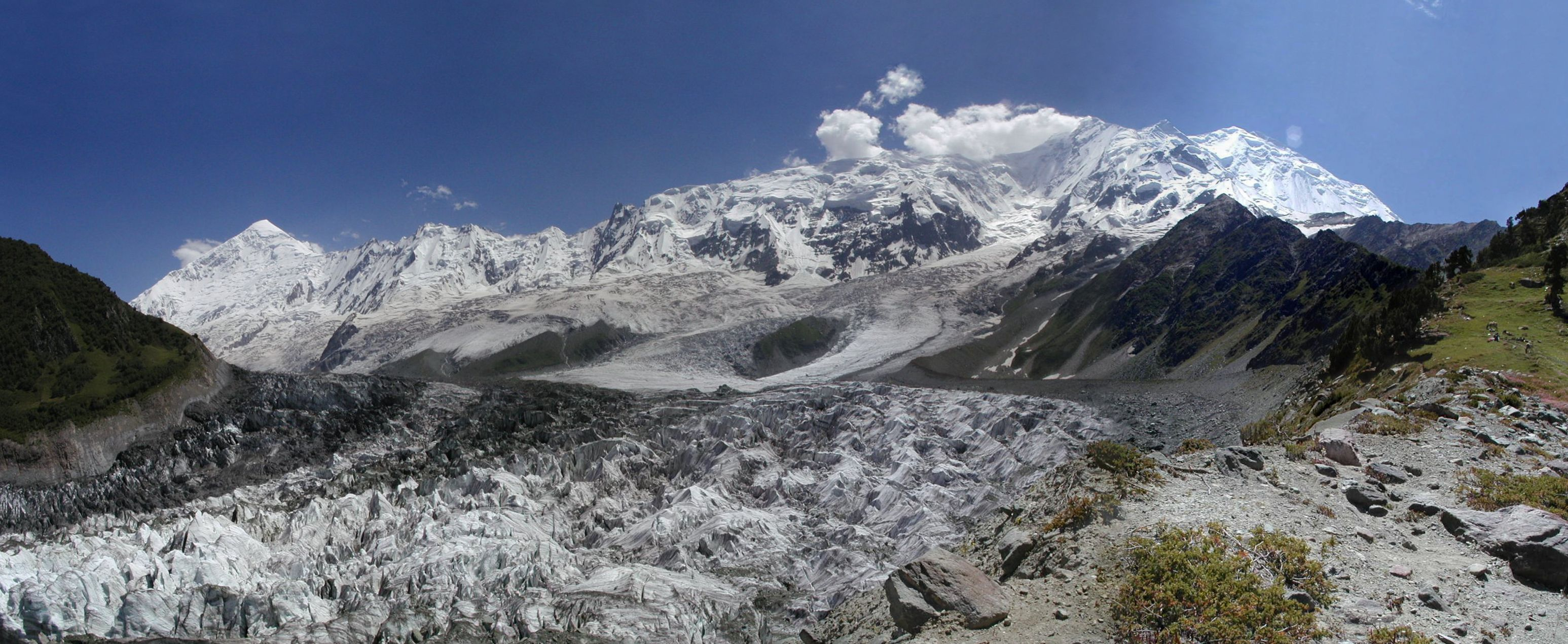